# Zuid-Afrika op de Olympische Winterspelen 2018
Zuid-Afrika was een van de deelnemende landen aan de Olympische Winterspelen 2018 in Pyeongchang, Zuid-Korea.
Bij de zevende deelname van het land aan de Winterspelen nam het deel met een deelnemer. Voor de vijfde keer werd deelgenomen in het alpineskiën. Connor Wilson, ook de vlaggendrager bij de openingsceremonie, kwam uit op twee onderdelen.

## Deelnemers en resultaten
(m) = mannen 

### Alpineskiën
| Olympiër      | Onderdeel        | Resultaat | Prestatie              |
| ------------- | ---------------- | --------- | ---------------------- |
| Connor Wilson | reuzenslalom (m) | DNF       | 1e run: niet gefinisht |
| Connor Wilson | slalom (m)       | DNF       | 1e run: niet gefinisht |